# Ózd
Ózd là một thành phố thuộc hạt Borsod-Abaúj-Zemplén, Hungary. Thành phố này có diện tích 91,7 km², dân số năm 2010 là 34930 người, mật độ 381 người/km².